# Ихнофосил
Трейс фосилите представляват доказателството за жизнената дейност на фосилни животни и растения. Те включват следи, вдлъбнатини, дупки, а понякога към тях се включват и копролити или останки от жизнената дейност на организмите. Фосилните яйца и биоглифите, които са направени от празни черупки или кости влачени през седимента, обикновено не се описват като следи, а също така аглутинираните черупки и дупки в скалата се считат за т.нар. боди фосили.
Трейс фосилите, дават уникална перспектива на историята на живота на нашата планета. Те потенциално сигнализират за промяна в активността на организмите и отразяват фауновото разнообразие през времето, като отчасти осветяват тафономичната сянка, която се хвърля от слабо представените във фосилния запис меки части от организмите, по специално в земната и дълбоководната обстановки. И още повече по самите следи може да бъде проследена еволюцията в поведението на организмите.
- Gastrochaenolites
- Entobia
- Helminthopsis
- Gigandipus
- Lockeia
- Lockeia